# 新尧湾水月宫
新尧湾水月宫，又称慈云亭，当地人称「阿娘宫」（Ah Nyong Gong），是一座位于马来西亚砂拉越石隆门新尧湾小镇的百年庙宇，主祀观世音菩萨（又称慈悲娘娘）。

## 历史
水月宫始建于1870年，一华人先贤从河婆天竺岩佛寺请求观世音大士的香火，经印尼三发前来新尧湾，并设坛安座供村民供奉。
公元1886年，宫庙正式建立。
1934年，初建的水月宫十分简朴，经过多年来风雨的摧残后改建为较为坚固的盐木宫庙。
1968年，盐木宫庙年久失修。新尧湾八港门民众便成立“水月宫理事会”，以策划建立新庙一事。
1973年，新宫庙正式落成。

## 活动
- 慈悲娘娘圣驾出游（每逢正月十五举办，俗称“阿娘出游”）[6][7][8]